# Orbite de rebut
 (février 2017).
Si vous disposez d'ouvrages ou d'articles de référence ou si vous connaissez des sites web de qualité traitant du thème abordé ici, merci de compléter l'article en donnant les références utiles à sa vérifiabilité et en les liant à la section « Notes et références ».
Une orbite de rebut, parfois appelée orbite-poubelle ou orbite cimetière dans le domaine de l'astronautique, est l'orbite sur laquelle est transféré un satellite en fin de vie active.
Les termes correspondants en anglais sont graveyard orbit, et disposal orbit.
Les satellites de télécommunication, en orbite géostationnaire, utilisent le reliquat du carburant destiné à les maintenir en poste pour rejoindre leur orbite de rebut qui est supérieure (de 230 kilomètres) à leur orbite nominale.  Les placer sur une orbite inférieure augmenterait le risque de collision lors des mises en orbite de leurs successeurs et les renvoyer se désintégrer dans l'atmosphère demanderait beaucoup trop d'énergie.
Il est généralement demandé aux contrôleurs de satellites d'utiliser les quelques derniers kilogrammes d'ergols restants (si le satellite est toujours manœuvrable) pour replacer le satellite un peu plus loin que l'orbite géostationnaire, lui évitant ensuite de rester trop proche des autres satellites en activité. Ensuite, il est demandé de couper tous les circuits électriques, évitant qu'il n'interfère avec les autres satellites près desquels il va passer, ainsi que de vider complètement les réservoirs d'ergols afin de se prémunir d'une explosion à la suite d'une éventuelle collision avec un autre objet céleste.